# Scottish First Division 2001-2002
La Scottish First Division 2001-2002 è stata la 96ª edizione della seconda serie del campionato di calcio scozzese, la 7ª edizione nel formato corrente di 10 squadre, sotto l'organizzazione della Scottish Football League (SFL). La stagione è iniziata il 4 agosto 2001 e si è conclusa il 27 aprile 2002.

Il Partick Thistle ha vinto il campionato ed è stato promosso in Scottish Premier League.

Il Raith Rovers e l'Airdrieonians (causa insolvenza) sono stati retrocessi in Second Division 2002-2003.

## Stagione

### Novità
Dalla First Division 2000-2001 il Livingston, primo classificato, è stato promosso in Premier League 2001-2002. Il Greenock Morton e l'Alloa Athletic sono stati retrocessi in Second Division 2001-2002.

Dalla Premier League 2000-2001 è stato retrocesso il St. Mirren. Dalla Second Division 2000-2001 sono stati promossi il Partick Thistle, primo classificato, e l'Arbroath, secondo classificato.

### Formula
Il campionato è composto di 10 squadre che si affrontano in un doppio girone di andata-ritorno per un totale di 36 giornate.

La prima classificata viene promossa direttamente in Scottish Premier League. Le ultime due classificate vengono retrocesse direttamente in Scottish Second Division.

## Squadre partecipanti
| Club            | Città       | Stadio                   | Posizione 2000-2001         |
| --------------- | ----------- | ------------------------ | --------------------------- |
| Airdrieonians   | Airdrie     | Excelsior Stadium        | 8º posto                    |
| Arbroath        | Arbroath    | Gayfield Park            | 2º posto in Second Division |
| Ayr Utd         | Ayr         | Somerset Park            | 2º posto                    |
| Clyde           | Cumbernauld | Broadwood Stadium        | 5º posto                    |
| Falkirk         | Falkirk     | Falkirk Stadium          | 3º posto                    |
| Inverness       | Inverness   | Caledonian Stadium       | 4º posto                    |
| Partick Thistle | Glasgow     | Firhill Stadium          | 1º posto in Second Division |
| Raith Rovers    | Kirkcaldy   | Stark's Park             | 7º posto                    |
| Ross County     | Dingwall    | Victoria Park (Dingwall) | 6º posto                    |
| St. Mirren      | Paisley     | St. Mirren Park          | 12º posto in Premier League |

## Classifica finale
|  | Pos. | Squadra         | Pt | G  | V  | N  | P  | GF | GS | DR  |
|  | ---- | --------------- | -- | -- | -- | -- | -- | -- | -- | --- |
|  | 1.   | Partick Thistle | 66 | 36 | 19 | 9  | 8  | 61 | 38 | +23 |
|  | 2.   | Airdrieonians   | 56 | 36 | 15 | 11 | 10 | 59 | 40 | +19 |
|  | 3.   | Ayr Utd         | 52 | 36 | 13 | 13 | 10 | 53 | 44 | +9  |
|  | 4.   | Ross County     | 52 | 36 | 14 | 10 | 12 | 51 | 43 | +8  |
|  | 5.   | Clyde           | 49 | 36 | 13 | 10 | 13 | 51 | 56 | -5  |
|  | 6.   | Inverness       | 48 | 36 | 13 | 9  | 14 | 60 | 51 | +9  |
|  | 7.   | Arbroath        | 48 | 36 | 14 | 6  | 16 | 42 | 59 | -17 |
|  | 8.   | St. Mirren      | 45 | 36 | 11 | 12 | 13 | 43 | 53 | -10 |
|  | 9.   | Falkirk         | 45 | 36 | 10 | 9  | 17 | 49 | 73 | -24 |
|  | 10.  | Raith Rovers    | 35 | 36 | 8  | 11 | 17 | 50 | 62 | -12 |

Legenda:

      Promossa in Premier League 2002-2003
      Retrocesse in Second Division 2002-2003
Tre punti a vittoria, uno a pareggio, zero a sconfitta.
La classifica viene stilata secondo i seguenti criteri:
- Punti conquistati
- Differenza reti generale
- Reti totali realizzate
- Punti realizzati negli scontri diretti
- Differenza reti negli scontri diretti
- Reti realizzate negli scontri diretti

### Verdetti
- Partick Thistle vincitore della Scottish First Division e promosso in Scottish Premier League 2002-2003
- Raith Rovers e Airdrieonians (causa insolvenza) retrocesse in Scottish Second Division 2002-2003.

## Statistiche

### Media spettatori
| Club            | Pos. | Media |
| --------------- | ---- | ----- |
| Partick Thistle | 1    | 4,434 |
| St. Mirren      | 8    | 3,663 |
| Ross County     | 4    | 2,757 |
| Falkirk         | 9    | 2,478 |
| Ayr Utd         | 3    | 2,457 |
| Inverness       | 6    | 2,046 |
| Airdrieonians   | 2    | 2,001 |
| Raith Rovers    | 10   | 1,911 |
| Clyde           | 5    | 1,476 |
| Arbroath        | 7    | 956   |